# Dicranota tergata
Dicranota tergata är en tvåvingeart som först beskrevs av Alexander 1926.  Dicranota tergata ingår i släktet Dicranota och familjen hårögonharkrankar. Inga underarter finns listade i Catalogue of Life.